# Ахмед Джевад-паша
Кабаагачлызаде Ахмед Джевад-паша (тур. Kabaağaçlızade Ahmed Cevat Paşa, 1851 Стамбул — 10 августа 1900 Дамаск) — генерал, государственный деятель и великий визирь Османской империи.

## Биография
Ахмед Джеват Паша родился в 1851 году в Стамбуле. В 1869 году Ахмед Джевад-паша получил военное образование и приступил к военной службе.
Участвует в военных действиях на Балканах. Во время Русско-Турецкой войны 1877—1878 годов Джевад-паша был начальником штаба войск, расположенных в Шумле, которая была укреплена под его руководством. После военных действий ему поручили следить за исполнением решений Берлинского трактата (1878 года).
В 1884 году Джевад-паша был назначен турецким уполномоченным в Черногории, где пробыл четыре с половиной года и сильно содействовал улучшению отношений обоих государств.
По возвращении в Стамбул Ахмед Джевад-паша назначается одним из членов инспекционной военной комиссии. Джевад-паша был адъютантом султана Абдул-Азиза.
В 1889 году, когда начались беспорядки на острове Крит, Джевад-паша был назначен туда временным губернатором и восстановил спокойствие.
В 40 лет ему присваивают звание маршала Османской империи. Произведённый в 1890 году в муширы, он в сентябре 1891 года, после падения Камиля-паши, назначен великим визирем. В июне 1895 года его сменил на данном посту Кючюк Мехмед Саид-паша. В 1897 году Ахмед Джевад-пашу снова отправляют на Крит, где возобновляются беспорядки. В ноябре 1898 года Джевад-паша был назначен губернатором Дамаска.
Во время поездки Вильгельма II по Сирии и Палестине Ахмеду Джевад-паше поручается сопровождать императора, в это же время он назначается командующим 5-й армией, штаб которой находился в Дамаске. При нахождении в Дамаске там же скончался 10 августа 1900 года.
После себя Ахмед Джевад Паша оставляет произведения, состоящие из 10 томов под названием «Военная история» (тур. Tarih-i Askeri). В своём произведении он описывает военные организации и формирования, а также подробно описывает войны и сражения до 1826 года. Там же описывается оружие, которым пользовалась османская армия в те времена и одежда военных. Ахмед Джевад-паша передал в дар свою личную библиотеку, состоящую из пяти тысяч книг Стамбульскому музею археологии.
Написал историю турецкого войска «Etat militaire ottoman depuis la fondation de l’Empire jusqu’a nos jours», выпущенную в 1882 году.